# Турбодизель
Турбодизель (англ. turbo-diesel, turbodiesel, або turbo diesel) — дизельний двигун, оснащений турбонаддуванням. Як і в інших типах двигунів, турбонаддування дизельного двигуна може значно підвищити його ефективність і вихідну потужність, особливо при використанні в поєднанні з інтеркулером.
Турбонаддування дизельних двигунів почало використовуватися в 1920-х роках на великих суднових і стаціонарних двигунах. У середині 1950-х з'явилися вантажівки з турбодизельними двигунами, а наприкінці 1970-х — легкові автомобілі. З 1990-х років ступінь стиснення турбодизельних двигунів знижується.

## Принцип
Дизельні двигуни зазвичай добре підходять для турбонаддування через два фактори:
- «Малий» стехіометричний склад горючої суміші, який виникає, коли турбокомпресор подає надлишок повітря в двигун, не є проблемою для дизельних двигунів, оскільки керування крутним моментом залежить від маси палива, яке впорскується в камеру згоряння (тобто стехіометричний склад горючої суміші), а не кількість повітряно-паливної суміші.[2]
- Додаткова кількість повітря в циліндрі завдяки турбонаддуванню ефективно збільшує ступінь стиснення, що в бензиновому двигуні може призвести до попереднього займання[en] та високої температури вихлопних газів. Однак у дизельному двигуні паливо не присутнє в камері згоряння під час такту стиснення[en], оскільки воно додається в камеру згоряння незадовго до того, як поршень досягне верхньої мертвої точки. Таким чином, попереднє займання не може відбутися.[3]

Що стосується бензинових двигунів з турбонаддуванням, інтеркулер можна використовувати для охолодження всмоктуваного повітря і, отже, збільшення його щільності.

## Історія
Турбокомпресор був винайдений на початку XX століття Альфредом Бюхі, швейцарським інженером і керівником відділу досліджень дизельних двигунів у компанії з виробництва двигунів Gebrüder Sulzer. Турбокомпресор спочатку передбачався для використання на дизельних двигунах, оскільки в патенті Бюхі від 1905 року відзначалося підвищення ефективності, яке турбокомпресор міг принести в дизельні двигуни. Однак перші серійні двигуни з турбонаддуванням були виготовлені лише в 1925 році, 10-циліндрові турбодизельні суднові двигуни, які використовувалися німецькими пасажирськими суднами Preussen і Hansestadt Danzig. Система турбонаддування збільшила вихідну потужність з 1750 к.с. (1287 кВт) до 2500 к.с. (1839 кВт). У 1925 році Бюхі винайшов послідовне турбонаддування, яке, за словами Гельмута Пухера (2012), знаменує початок сучасної технології турбонаддування.
До кінця 1920-х років кілька виробників виробляли великі турбодизелі для морського та стаціонарного використання, такі як Sulzer Bros., MAN, Daimler-Benz і Paxman. Подальші вдосконалення технології зробили можливим використання турбокомпресорів на менших двигунах, які працювали на вищих обертах, тому наприкінці 1940-х років почали з'являтися турбодизельні локомотивні двигуни. У 1951 році компанія MAN побудувала прототип двигуна K6V 30/45 m.H.A., потужністю 1 МВт, який мав для свого часу винятково низьку витрату палива лише 135,8 г/PSh (184,6 г/кВт-год), що еквівалентно ККД на рівні 45,7 %. Це стало можливим завдяки передовій конструкції турбокомпресора, що складається з п'ятиступінчастого осьового компресора в поєднанні з дев'ятиступінчастим радіальним компресором і інтеркулером.
Використання турбодизельних двигунів у дорожніх транспортних засобах почалося з вантажівок на початку 1950-х років. Прототип вантажівки MAN MK26 був представлений у 1951 році, а серійна модель MAN 750TL1 з турбодизелем — у 1954 році. Вантажівка Volvo Titan Turbo також була представлена в 1954 році. Наприкінці 1960-х років попит на все більш потужні двигуни вантажівок призвів до появи турбодизелів виробництва компаній Cummins, Detroit Diesel, Scania AB і Caterpillar Inc.
У 1952 році Cummins Diesel Special став першим автомобілем з турбонаддуванням, який брав участь у автоперегонах Індіанаполіс 500 і отримав поул-позишн. Автомобіль оснащувався рядним шестициліндровим двигуном об'ємом 6,6 л (403 куб. дюйми) потужністю 283 кВт (380 к.с.).
Протягом 1960-х і 1970-х років кілька компаній проводили дослідження менших турбодизельних двигунів для легкових автомобілів. У 1963 році Rover побудував прототип 2,5-літрового чотирициліндрового дизеля з турбонаддувом, а Mercedes-Benz використовував п'ятициліндровий турбодизель із проміжним охолодженням в експериментальному автомобілі Mercedes-Benz C111-IID 1976 року.
Першим турбодизельним серійним автомобілем став седан Mercedes-Benz 300SD (W116), який продавався в Сполучених Штатах із середини 1978 року і оснащувався п'ятициліндровим двигуном OM617. Через рік Peugeot 604 D Turbo став першим турбодизельним автомобілем, який продавався в Європі. Автомобілі з турбодизелем почали масово виготовляти та продавати в Європі наприкінці 1980-х та на початку 1990-х років, і ця тенденція зберігається донині.
Із 1990-х років ступінь стиснення турбодизельних двигунів падає через кращу питому потужність і кращу поведінку вихлопних газів двигунів з турбонаддуванням і нижчим ступенем стиснення. Двигуни з непрямим упорскуванням раніше мали ступінь стиснення 18,5 або вище. Після впровадження двигунів Common Rail наприкінці 1990-х років ступінь стиснення знизився до діапазону від 16,5 до 18,5. Деякі дизельні двигуни, виготовлені з 2016 року відповідно до норм викидів вихлопних газів Euro 6, мають ступінь стиснення 14,0.:182-183

## Характеристики
Турбонаддування може значно збільшити вихідну потужність дизельного двигуна, наближаючи пікове співвідношення потужності і ваги до еквівалентного бензинового двигуна.
Покращення потужності, економії палива, а також рівня шуму, вібрації та жорсткості турбодизелів малого та великого об'єму за останнє десятиліття сприяло їх широкому впровадженню на певних ринках, зокрема в Європі, де (станом на 2014 рік) вони складають понад 50 % реєстрацій нових автомобілів. Турбодизелі, як правило, вважаються більш гнучкими для використання в автомобілях, ніж дизельні безнаддувні двигуни. Турбодизелі можуть бути сконструйовані таким чином, щоб мати більш прийнятний розподіл крутного моменту в діапазоні швидкості або, якщо вони будуються для комерційного використання, можуть бути розроблені для покращення вихідного крутного моменту на заданій швидкості залежно від конкретного використання. Без винятку безнаддувні дизельні двигуни мають нижчу вихідну потужність, ніж бензинові двигуни такої ж потужності, і водночас потребують міцніших (і, отже, важчих) внутрішніх компонентів, таких як поршні та колінчастий вал, щоб витримувати більші навантаження від значно вищого ступеня стиснення дизельного двигуна. Ці фактори надають атмосферним дизелям погане співвідношення потужності до ваги. Турбокомпресори важать дуже мало, але можуть запропонувати значне підвищення потужності, крутного моменту та ефективності. Встановлення турбокомпресора може привести співвідношення потужності до ваги дизельного двигуна до рівня еквівалентного бензинового двигуна, що робить турбодизелі бажаними для використання в автомобілях, де виробники прагнуть до порівнянної потужності та керованості в усьому діапазоні, незалежно від типу обраного силового агрегату.